# A Presença da Glória
A Presença da Glória é o terceiro álbum de estúdio do grupo Santa Geração, liderado por Antônio Cirilo, lançado em 2002 de forma independente. Dentre as canções, destacam-se "Enche este Lugar" e "Intimidade", esta última interpretada por Nívea Soares.

## Faixas
1. "Enche este lugar"
2. "Êxodo"
3. "A presença da glória"
4. "Adoração íntima"
5. "Quebrantamento espontâneo"
6. "Intimidade"
7. "Salmo 73:25-26"
8. "Eu quero mais de Ti"
9. "Mais fome e mais sede"
10. "Jesus, eu amo esse nome"